# أطفال المفاتيح

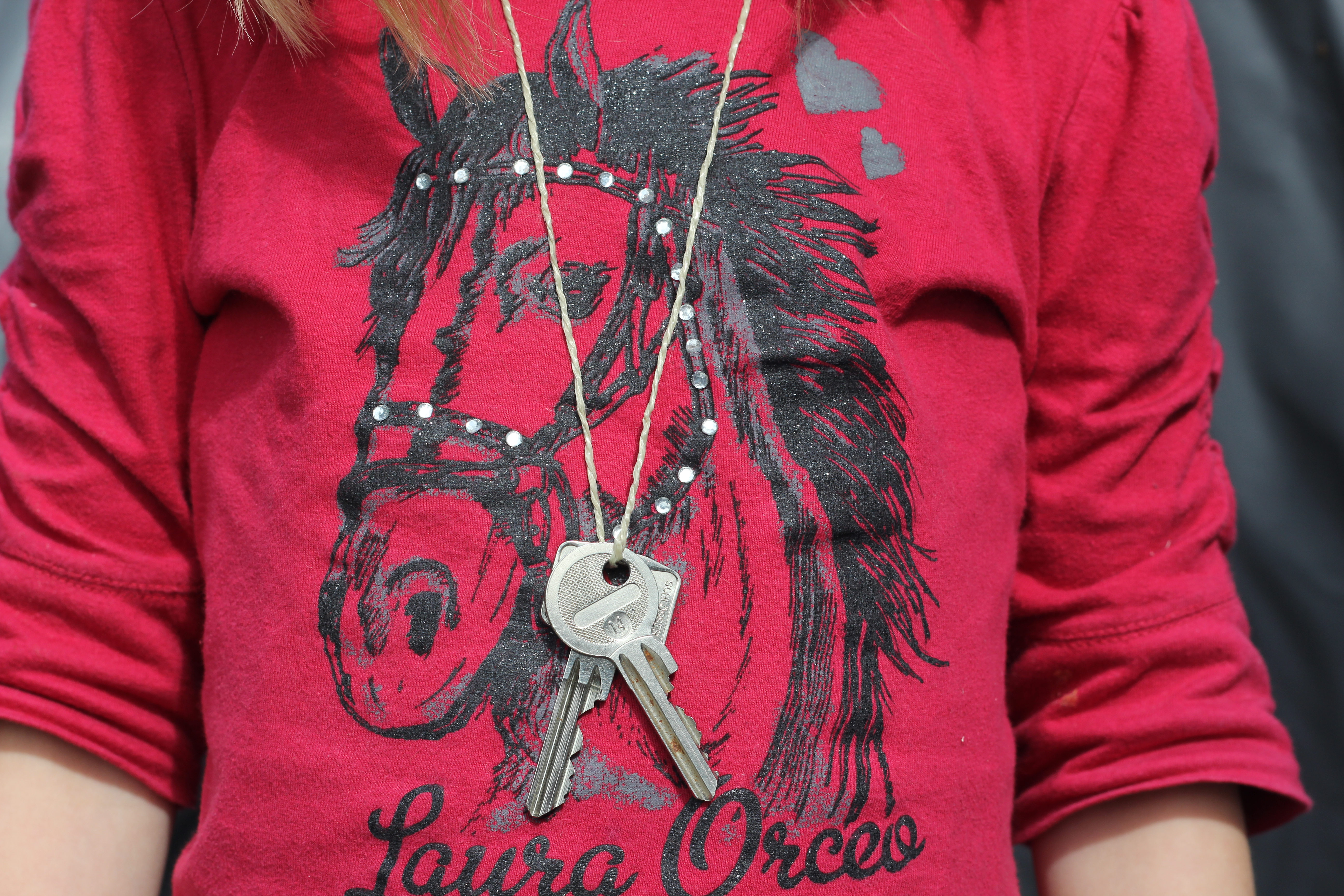
أطفال المفاتيح

أطفال المفاتيح هم الأطفال الذين يعودون من مدارسهم إلى منزل فارغ بسبب عمل الوالدين أو أحدهما أو هم الأطفال الذين يتركون عادة في المنزل في ظل نقص المراقبة الأبوية أو غيابها.

## تاريخ المصطلح
يشير المصطلح إلى مفتاح باب المنزل، ويتم في العادة تعليق المفتاح حول رقبة الطفل أو إخفاؤه تحت سجادة صغيرة (أو شيء آخر) عند الباب الخلفي للعقار. ويُقال أن هذا المصطلح نشأ من فيلم وثائقي لهيئة الإذاعة الوطنية الأمريكية عام 1944 نظرًا لشيوع ظاهرة ترك الأطفال في المنزل بمفردهم خلال الحرب العالمية الثانية وبعدها  حيث كان يتطوع أحد الوالدين في القوات المسلحة فيتعين على الآخر الحصول على عمل.
وبشكل عام، يدل مصطلح أطفال المفاتيح على «الأطفال الذين يتراوح أعمارهم بين 5 سنوات و13 سنة الذين يتولون رعاية أنفسهم بعد العودة من المدرسة وحتى رجوع الآباء أو الأوصياء إلى المنزل».
وللحديث بقدر أكبر من التخصيص، عرفت المكتبة العامة بسان مارينو طفل المكتبة بأنه «الطفل الذي يطلب منه الوالدان أو الوصي - على أساسي منتظم - البقاء في المكتبة العامة لفترات طويلة بعد العودة من المدرسة بدلاً من الذهاب إلى دار رعاية. ويتم تعريف» على أساس منتظم«بأنه ثلاثة أيام أو أكثر أسبوعيًا، و» الفترة الطويلة«تُعرف بأنها ساعتان أو أكثر يوميًا» (جمعية المكتبات الأمريكية 12).

## التأثيرات التي تعود على الأطفال
تختلف التأثيرات التي تعود على أطفال المفاتيح باختلاف العمر، ويعد الشعور بالوحدة والملل والخوف من أكثر التأثيرات شيوعًا على الأطفال دون العاشرة من عمرهم. أما في مرحلة المراهقة المبكرة، فتتزايد سرعة التأثر بضغط الأقران، والتي قد تقود إلى سلوكيات مثل تعاطي الكحوليات وتعاطي المخدرات والإباحية الجنسية والتدخين، وقد تحدث هذه السلوكيات نتيجة «الطاقة غير المفرغة أو ضغط الرفاق لإساءة التصرف أو العدوانية جراء غياب الاهتمام المناسب من البالغين». ومع ذلك قد يحدث لبعض الأطفال تأثيرات أخرى إيجابية، منها التطور المبكر للاعتماد على النفس والتكيف مع مختلف المواقف والرغبة في المساهمة في تلبية حاجة مرئية في الأسرة.
قد يجلب الوضع الاجتماعي والاقتصادي وطول مدة المكوث بمفرده آثارًا سلبية أخرى. في إحدى الدراسات التي تم فيها ترك طلاب من مدرسة إعدادية بمفردهم في المنزل لأكثر من 3 ساعات يوميًا، تم رصد حدوث مشكلات سلوكية والإصابة بالاكتئاب بمعدلات أعلى واحترام الذات بنسب أقل من الطلاب الآخرين.
هناك ارتباط بين أطفال الأسر منخفضة الدخل والمشكلات الأكبر الناتجة عن السلوك الموجه نحو الخارج (مثل اضطرابات السلوك وفرط النشاط) والمشكلات الدراسية بينما لم يبد الأطفال الذي ينحدرون من أسر الطبقة المتوسطة والطبقة العليا أي اختلاف عن رفاقهم الخاضعين لمراقبة الآباء. وفي عام 2000، توصلت دراسة ألمانية تابعة للبرنامج الدولي لتقييم الطلبة (PISA) إلى عدم وجود فروق ذات دلالة في الأداء المدرسي بين «أطفال المفاتيح» والأطفال في «الأسرة النواة».
تتضمن الآثار الإيجابية التي تعود على أطفال المفاتيح كلاً من الاستقلالية والاعتماد على النفس في سن مبكر، وتقول ديبورا بيلي مؤلفة كتاب حياة الأطفال بعد المدرسة: بمفرده ومع الآخرين أثناء عمل الوالدين (After-School Lives of Children: Alone and With Others While Parents Work) أنه قد يكون بقاء الطفل بمفرده في المنزل بديلاً أفضل من جلوسه مع جليس أطفال أو مع الأشقاء الأكبر سنًا.

## المسائل القانونية
تتفاوت قانونية الوقت الذي يقضيه أطفال المفاتيح بمفردهم داخل البلد والولاية والمنطقة المحلية، ففي الولايات المتحدة، لا تحدد قوانين الولايات والقوانين المحلية أي سن معين دون 18 سنة يمكن فيه قانونيًا ترك الطفل دون مراقبة. ويمكن أن يتعرض الآباء للمحاسبة من قِبل منظمات رفاه الطفل أو إنفاذ القوانين إذا تعرض الطفل للأذى أثناء مكوثه دون مراقبة إذا - رأت الجهة - عدم ملاءمة هذا الاختيار نتيجة لعمر الطفل أو لاعتبارات أخرى. كما تبقى المسائل القانونية شأنًا هامًا للعاملين في المكتبات، حيث يساورهم القلق من وقوعهم تحت طائلة المسؤولية في حال إصابة الطفل الذي ليس معه مرافق بأذى أو أو تعرضه للتحرش أو الاختطاف أثناء التواجد في المنشأة، وتتجلى خطورة هذه المسألة لاسيما عند موعد الإغلاق عندما يتسبب الآباء الذين يصلون متأخرين لاصطحاب أطفالهم في مشكلات قانونية محتملة ومشكلات تتعلق بسلامة الطفل.
في عام 2003، لاقت هذه المشكلة اهتمامًا في الولايات المتحدة عقب وفاة طفلين تركا بمفردهما في حريق نشب بشقة في نيويورك، وكانت الأم كيم براثوايت تعيش دون زوج وتركت طفليها دون مراقبة عند عدم مجيء جليسة الأطفال، وبدافع الخوف من فقد وظيفتها، تركت براثوايت طفليها (9 سنوات وسنة) بمفردهما مع تكرار الاتصال هاتفيًا بالمنزل بشكل منتظم، وقد وجه إليها مكتب نائب مقاطعة بروكلين تهمًا بتعريض الأطفال للخطر نتيجة التهور، ولكن هذه التهم سقطت عنها في وقت لاحق.

## البرامج المجتمعية للاتصال الهاتفي
تقدم بعض المجتمعات خدمات من خلال أقسام الشرطة ومنظمات المجتمع للاطمئنان على أطفال المفاتيح، حيث يمكن إجراء المكالمات الهاتفية من قِبل منظمات المجتمع أو متطوعين، وتجري برامج الاتصال الهاتفي التلقائية مثل الاطمئنان بالاتصال (Call Reassurance)، بالأسر خلال الأسبوع وبعد موعد عودة الأطفال إلى المنزل وتتطلب رد الطفل على الهاتف والإقرار القطعي بأنه بخير، وفي حال عدم الرد على الاتصال، يمكن إجراء مكالمات هاتفية تلقائية بالوالدين أو الشرطة أو مراكز الاستجابة الأخرى.

## وصلات خارجية
- Josie Barnard talks about how it felt to be a latchkey kid, on BBC Radio 4's Home Truths programme.
- Debate about the need for high quality childcare in the UK
- The Library and the Latchkey - Education Resources Information Center Clearinghouse on Information Resources, Syracuse, New York.